# Lari (aves)
Lari é a um subordem de aves que é parte da ordem Charadriiformes que inclui as gaivotas, andorinhas-do-mar, bicos-de-tesoura e aves limícolas, dentre outras. Após uma pesquisa recente, os alcídeos foram também alocados na Lari; a família Glareolidae pode constituir uma subordem distinta.